# Francesco Ardissone
Pour les articles homonymes, voir Ardissone.
Francesco Ardissone (né à Diano Marina, le 8 septembre 1837 et mort à Milan, le 4 avril 1910) est un botaniste italien.

## Biographie
Ardissone Francesco est né à Diano Marina (Imperia) le 8 septembre 1837. Il a étudié à l'université de Gênes avec Giuseppe De Notaris, un spécialiste des cryptogames et a obtient un diplôme de professeur d'histoire naturelle au Collegio Guido Nolfi de Fano (Marches). Il s'est particulièrement intéressé à l'algologie et a été attiré par l'étude de la flore marine d'Acireale (Sicile). professeur de sciences naturelles aux écoles secondaires d'Acireale (1862) et de Fano (1863-1870), à partir de 1907, il est professeur de botanique à l' École supérieure d'agriculture de Milan, où il est également directeur du Jardin botanique de Brera et de décembre 1897 à janvier 1899, directeur de ladite École supérieure.
En 1862, alors qu'il se trouve à Acireale, il commence à étudier les algues marines. Son premier ouvrage,  Enumerazione delle alghe di Sicilia (1864), constitue une contribution à la connaissance de l'algologie sicilienne. Après s'être installé à Fano, il commence à étudier les cryptogames dans les provinces d'Ancône, de Pesaro et d'Urbino ; il y rédige le Prospetto delle Ceramiee italiche et commence la publication de Floridee italiche descritte ed illustrate, un travail de dix ans et rassemblé en deux volumes.
Francesco Ardissone est mort à Milan le 4 avril 1910.

## Publications
- (it)Enumerazione delle alghe di Sicilia (Enum. Alg. Sicil.), Commentario della Societa Crittogamologica Italiana, Gênes, Appendice, 1: 391-436 ; 1864.
- (it)Phycologia mediterranea : parte prima : Floridee . Varese: Tip. Ferri di Maj e Malnati, 1883.
- (it)Phycologia mediterranea : parte seconda : Cosporee zoosporee-schizosporee. Varese: Tip. Maj e Malnati, 1886.